# Spandauer Forst
Spandauer Forst este o arie protejată (arie specială de conservare — SAC, sit de importanță comunitară — SCI, arie de protecție specială avifaunistică — SPA) din Germania întinsă pe o suprafață de 1.347,77 ha, integral pe uscat.

## Localizare
Centrul sitului Spandauer Forst este situat la coordonatele 52°34′46″N 13°10′58″E / 52.5794°N 13.1828°E.

## Înființare
Situl Spandauer Forst a fost declarat arie de protecție specială avifaunistică în mai 2018 pentru a proteja 21 de specii de animale. Alte tipuri de protecție:
- sit de importanță comunitară (în mai 2004)
- arie specială de conservare (în mai 2018)[1][3][4]

## Biodiversitate
Situată în ecoregiunea continentală, aria protejată conține 10 habitate naturale: Vegetație psamofilă uscată cu pășuni deschise de Corynephorus și Agrostis, Ape puternic oligomezotrofe cu vegetație bentonică cu Chara spp., Lacuri eutrofice naturale cu vegetație de tip Magnopotamion sau Hydrocharition, Pajiști cu Molinia pe soluri calcaroase, turboase sau argilos-nămoloase (Molinion caeruleae), Liziere de ierburi înalte hidrofile de câmpie și de nivel montan până la alpin, Fânețe de joasă altitudine (Alopecurus pratensis, Sanguisorba officinalis), Păduri de fag Luzulo-Fagetum, Păduri de stejar sau de stejar și carpen sub-atlantice și medio-europene de Carpinion betuli, Păduri acidofile de stejar bătrân cu Quercus robur pe câmpii nisipoase, Mlaștini împădurite.
La baza desemnării sitului se află mai multe specii protejate:
- păsări (13): lăcar mare (Acrocephalus arundinaceus), pescăruș albastru (Alcedo atthis), erete de stuf (Circus aeruginosus), cristeiul de câmp (Crex crex), ciocănitoarea de stejar (Dendrocopos medius), ciocănitoare neagră (Dryocopus martius), muscar (Ficedula parva), Grus grus grus, sfrâncioc roșiatic (Lanius collurio), ciocârlie de pădure (Lullula arborea), grangur (Oriolus oriolus), viespar (Pernis apivorus), silvie porumbacă (Sylvia nisoria)
- amfibieni (1): triton cu creastă (Triturus cristatus)
- mamifere (3): castor (Castor fiber), vidră de râu (Lutra lutra), liliac comun (Myotis myotis)
- nevertebrate (3): libelule (Leucorrhinia pectoralis), rădașcă (Lucanus cervus), Osmoderma eremita
- pești (1): avat (Aspius aspius)

Pe lângă speciile protejate, pe teritoriul sitului au mai fost identificate 6 specii de plante, 2 specii de amfibieni, 6 specii de mamifere, 4 specii de nevertebrate, 1 specie de reptile.